# Инша Аллах-хан
Инша Аллах-хан (урду انشاء اللہ خان انشاء‎, 1756 —1817) — индийский урдуязычный поэт и писатель
, учёный начала XIX века.

## Биография
Происходил из аристократической семьи. Его отец был врачом при дворе Великих Моголов, который был вынужден бежать из Дели в связи с вторжением афганских войск во главе с Ахмад-шахом Абдали и поселился в Муршидабаде, столице Бенгалии. Именно здесь родился Иншалла-хан. Семья вернулась в Дели в 1760 году во время правления падишаха Шах Алама II. В 1780 году будущий поэт присоединяется к войскам великого вазиря и талантливого могольского военачальника Мирза Наджаф-хана. Во время военных походов против сикхов и афганцев проявил свой поэтический дар. Благодаря Наджаф-хану попал во двор падишаха.
В 1788 году после свержения Шах Алама II афганцами во главе с Гулям Кадиром Саид Иншалла-хан перебрался к Лакхнау, столицу набобства Ауд. Здесь в 1791 году связался с могольским мирзой Сулейманом Шукохом, который держал свой двор в Лакхнау. В 1798 году приглашается ко двору Саадата Али-хана II, набоба Ауда. Впрочем в конце жизни впал в немилость перед правителем за свои шутки над ним. Закончил свои дни в нищете, умерев в 1817 году.

## Творчество
Был полиглотом, писал стихи на разных языках: урду, турецком, персидском, арабском, панджаби. Работал в жанрах газели, рекхти, рубаи, маснави, катат, ога.
Имеет значительный задел из прозы. В этом Саиду помогало знание многих диалектов хинди. Самой известной является «Повесть о рани Кетаки» («Рани Кетаку ки Кахане», 1803 год). Это история любви принца Удай Бхану и красавицы княжны Кетаку, которые, преодолев всевозможные фантастические препятствия (не без помощи сверхъестественных сил), обретают наконец счастье. «Повесть» обнаруживает поразительное типологическое сходство с поэтикой дастанов: герои с высокой социальной среды, стилистическая однородность языка, контрастные характеристики персонажей, авантюрный сюжет, что часто разрывается вставными эпизодами, нарочитая назидательность, атмосфера очарования. Впрочем, сохраняя родство с эпической традицией, Иншалла-хан вводит новые обстоятельства и реалии, часто неиндийского происхождения. Новым был и подход писателя к языку. Он использовал диалект кхари-боли, распространенный на значительной территории Северной Индии, но не ставший еще в то время литературным языком, этот диалект был одинаково понятен индусам и мусульманам. Поэтому «Повесть о рани Кетаки» считается общим достоянием литературе урду и хинди.
Известен значительным трудом по лингвистике урду — «Дарья-э-латафат» 1807 года, где раскрываются грамматика и риторика урду, исследование диалектов Дели и Лакхнау. Лингвистическая терминология, представленная в данной работе, используется до сих пор.